# Circ (Cuixart)
Circ és una obra d'art feta per Modest Cuixart i Tàpies el 1950 i que actualment forma part de la col·lecció permanent del MACBA, procedent del Fons d'Art de la Generalitat de Catalunya. Antiga Col·lecció Salvador Riera.

## Anàlisi
El Circ palesa el menor primitivisme de Modest Cuixart respecte als altres integrants de Dau al Set. Així, els personatges d'aquesta escena lírica i irreal semblen emergir d'un fons exuberant realitzat a partir de subtils tons grocs i taronges.
Al costat de l'arlequí o genet circense, com si fos un mateix miratge, hi ha un cavall que ben bé podria ser una al·lusió a Pegàs o a un unicorn, l'evanescència del qual contrasta amb les precises línies i astres on s'observa la influència de Joan Miró. Situat a la frontera entre abstracció i figuració, al límit entre la taca cromàtica i el dibuix exacte, aquest quadre mostra tot un seguit de tensions invisibles que, a manera de volums geomètrics, textures i centelleigs, palesen la recerca d'una espiritualitat màgica segons diu Cuixart mateix mitjançant materials estrictament pictòrics.

## Exposicions rellevants

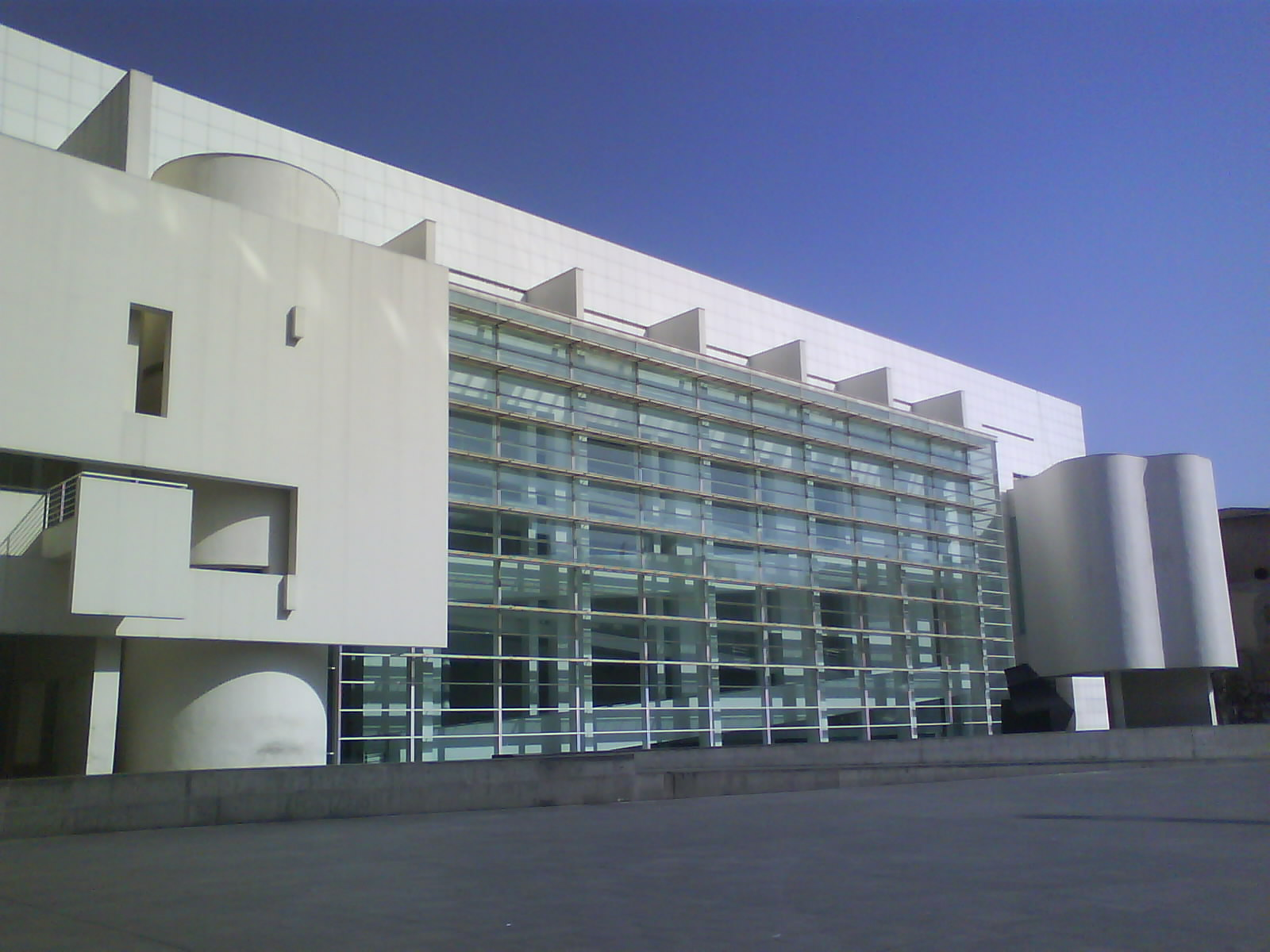
El Museu d'Art Contemporani de Barcelona, on es conserva l'obra

- 2012 - 31 de gener al 2 de setembre Museu Guggenheim Bilbao.[3]